# Nahiya
Nahiya (arabiska: نَاحِيَة; plural: نَوَاحِي, nawahi) är en administrativ enhet som används i Irak och Syrien. I Syrien är en nahiya ett underdistrikt, nivån under distrikt (mintaqa).